# 동방홍룡동 ~ Unconnected Marketeers
《동방홍룡동 ~ Unconnected Marketeers.》(일본어: 東方虹龍洞 〜 Unconnected Marketeers. 도호코류도[*])은 동방 프로젝트의 18번째 시리즈 작품이다. 동방귀형수 작품 출시 이후 2년만에 출시되었다.

2021년 3월 21일에 개최된 하쿠레이 신사 예대제에서 체험판이 배포되었으며 정식버전은 COMIC1 BS 스페셜에서 발매될 예정이였으나, 신종 코로나19 바이러스로 인한 재유행에 따른 비상사태 선언에 따라 5월 23일로 연기되었다. 스팀에서는 5월 4일에 정식 발매되었다. 이로서 동방홍룡동은 동방 프로젝트 시리즈중에서 가장 먼저 스팀에서 먼저 출시한 게임이 되었다.

## 시스템
기체는 하쿠레이 레이무, 키리사메 마리사, 이자요이 사쿠야, 코치야 사나에 중 한명을 선택하여 플래이할 수 있다. 모든 잔기를 소모하면 게임 오버가 되지만 컨티뉴 하여 이여서 플래이할 수 있다. 다만 컨티뉴하고 이여서 플래이할시 Extra 모드가 해금되지 않으니 주의. 컨티뉴를 하지 않고 클리어하면 Extra 스테이지가 해금된다.

이번 작품에서는 돈을 주고 카드를 구입하는 시스템인, '어빌리티 카드'라는 시스템이 도입되었다. 탄막 아마노자쿠의 장비시스템과 유사하다.

### 어빌리티 카드
매 장면이 끝날때마다 카드를 살수있는 창이 나온다. Extra 스테이지에서는 매 보스전마다 카드를 살수있는 창이 나온다.
배드 엔딩을 포함해 아무 엔딩이나 보면 카드 슬롯이 2개, 어나더 엔딩을 한 번이라도 본 이후에는 3개인 상태로 게임을 시작할 수 있게 된다. 엑스트라 스테이지는 처음부터 카드 슬롯이 3개이다.
이 어빌리티 카드를 잘만 사용한다면 동방천공장의 계절 시스템처럼 잘 클리어 할 수 있다.

#### 사용법
기본적으로 "C"키를 눌러 사용할 수 있으며 카드가 2장 이상 있을 경우 "D"키를 눌러 카드를 전환할 수 있다.

### 플래이어 기체
여기에서는 플레이어 기체에 대해 설명한다.
| 하쿠레이 레이무 | 낙원의 평범한 무녀 |
| 키리사메 마리사 | 평범한 마법사      |
| 이자요이 사쿠야 | 소쇄한 메이드      |
| 코치야 사나에   | 기적의 현인신      |

- 하쿠레이 레이무
  - 항간에 이상한 카드가 유통되고 있었다. 그 카드에 인간과 요괴들의 비밀이 담겨져 있는 것을 느끼고, 조사를 하러 가야겠다고 생각하였다.
  - 고속: 호밍 애뮬릿
  - 저속: 퍼스웨이전 니들
  - 스펠카드: 영부「몽상봉인」

- 키리사메 마리사
  - 항간에 이상한 카드가 유통되고 있었다. 카드에는 다종 다양한 마력이 담겨져 있었다. 이런 재미있는 카드를 누구보다도 빨리 수집해야겠다고 생각하였다.
  - 고속: 일루전 레이저
  - 저속: 매직 미사일
  - 스펠카드: 연부「마스터 스파크」

- 이자요이 사쿠야
  - 항간에 이상한 카드가 유통되고 있었다. 파츄리 널릿지님이 카드를 매우 흥미를 가지시어 전부 회수해오라고 명령하시었다.
  - 고속: 미스 디렉션
  - 저속: 파워 디렉션
  - 스펠카드: 시부「듀얼 배니시」

- 코치야 사나에
  - 항간에 이상한 카드가 유통되고 있었다. 카드 판매상은 요괴의 산을 중심으로 활동하고 있었다. 추측하자면, 카드의 생산처도 근처에 있는 것이 아닐까? 산에 있는 모리야 신사는 이를 간과할 수 없었다.
  - 고속: 코발트 스프레드
  - 저속: 스카이 서펜트
  - 스펠카드: 와부「농간의 두꺼비」

## 줄거리
"항간에 이상한 카드가 유통되고 있었다. 그 카드에는 수많은 인간, 요괴의 비밀이 담겨있는 것 같았다. 왜, 누가, 어떻게 모두가 일어나지 못한채 하쿠레이 신사의 무녀인 하쿠레이 레이무는 조사에 나선다."라는 스토리를 가진 무지개를 배경으로 한 작품이다.

## 등장 인물

### 새로운 등장인물
여기에서는 동방홍룡동에서 첫 등장인 등장인물을 설명한다.

#### 고토쿠지 미케
고토쿠지 미케는 마네키네코이며 1면 중보스와 보스로 등장한다.

#### 야마시로 타카네
야마시로 타카네는 캇파이며 2면 중보스와 보스로 등장한다.

#### 코마쿠사 산뇨
코마쿠사 산뇨는 요괴이며 3면 중보스와 보스로 등장한다. 천연 100% 요괴의 산에서 생산된 담배의 연기에는 다양한 효과가 있다고 한다. 산뇨는 이를 이용해 자신의 도박장에서 일어나는 문제들을 사전에 방지하고 있다.

#### 타마츠쿠리 미스마루
타마츠쿠리 미스마루는 신이며 4면 보스로 등장한다.

#### 쿠다마키 츠카사
쿠다마키 츠카사는 요괴중의 쿠다키츠네이며 각각 5면, 6면, Extra 스테이지의 중보스로 등장한다.

#### 이즈나마루 메구무
이즈나마루 메구무는 텐구이며 5면 보스로 등장한다.

#### 텐큐 치마타
텐큐 치마타는 신이며 6면 보스로 등장한다.
"商売に介入することは市場を侮辱する行為 貴方は市場から排除されなければならない"
(장삿일에 개입하는 것은 시장을 모욕하는 행위. 당신은 시장에서 퇴출되어야 마땅합니다.)

#### 히메무시 모모요
히메무시 모모요는 오오무카데이며 Extra 보스로 등장한다. 능력의 명칭과 달리 실제로 용을 먹을 수 있는지는 아무도 모른다고 한다.

### 기존의 등장인물
여기에서는 동방홍룡동의 첫 등장이 아닌 등장인물을 설명한다.
- 하쿠레이 레이무

하쿠레이 신사의 무녀이다. 항간에 이상한 카드가 유통되고 있었다. 카드에는 다종 다양한 마력이 담겨져 있었다. 이런 재미있는 카드를 누구보다도 빨리 수집해야겠다고 생각하였다.

- 키리사메 마리사

인간이자 마법사이다. 항간에 이상한 카드가 유통되고 있었다. 카드에는 다종 다양한 마력이 담겨져 있었다. 이런 재미있는 카드를 누구보다도 빨리 수집해야겠다고 생각하였다.

- 이자요이 사쿠야

홍마관에서 일하고 있는 메이드이다. 항간에 이상한 카드가 유통되고 있었다. 파츄리 널릿지님이 카드를 매우 흥미를 가지시어 전부 회수해오라고 명령하시었다.

- 코치야 사나에

모리야 신사의 현인신(現人神)이다. 항간에 이상한 카드가 유통되고 있었다. 카드 판매상은 요괴의 산을 중심으로 활동하고 있었다. 추측하자면, 카드의 생산처도 근처에 있는 것이 아닐까? 산에 있는 모리야 신사는 이를 간과할 수 없었다.

일부 엔딩에서는 파츄리 널릿지, 샤메이마루 아야, 야사카 카나코가 등장한다. 또한 직접 등장하지 않지만, 어빌리티 카드의 효과에 대한 설명으로 많은 기존의 등장 인물에 대해 언급되어있다.

## 스테이지
| 번호 | 스테이지                                                       | 보스   | 보스                | 이명                           |
| ---- | -------------------------------------------------------------- | ------ | ------------------- | ------------------------------ |
| 01   | 사우 그 후에 / Chase rainbows -요괴의 산, 기슭                 | 중보스 | 고토쿠지 미케       | 장사번성의 상징물              |
| 01   | 사우 그 후에 / Chase rainbows -요괴의 산, 기슭                 | 보스   | 고토쿠지 미케       | 장사번성의 상징물              |
| 02   | 심오의 백성 / Secret Green Cliff -비천애                       | 중보스 | 야마시로 타카네     | 산 속의 비즈니스 요괴          |
| 02   | 심오의 백성 / Secret Green Cliff -비천애                       | 보스   | 야마시로 타카네     | 산 속의 비즈니스 요괴          |
| 03   | 귀한 고원에 뚫린 동굴 / Mine of High Land -위천붕              | 중보스 | 코마쿠사 산뇨       | 고지에 사는 야마조로           |
| 03   | 귀한 고원에 뚫린 동굴 / Mine of High Land -위천붕              | 보스   | 코마쿠사 산뇨       | 고지에 사는 야마조로           |
| 04   | 이자나기 물질 / Mine of Izanagi Object -홍룡동                 | 중보스 | 거대 음양옥         | 거대 음양옥                    |
| 04   | 이자나기 물질 / Mine of Izanagi Object -홍룡동                 | 보스   | 타마츠쿠리 미스마루 | 진품 곡옥 제작 장인            |
| 05   | 넓은 하늘은 누구의 것인가 / Spectral Hierarchy -요괴의 산 정상 | 중보스 | 쿠다마키 츠카사     | 귓가에 속삭이는 사악한 흰 여우 |
| 05   | 넓은 하늘은 누구의 것인가 / Spectral Hierarchy -요괴의 산 정상 | 보스   | 이즈나마루 메구무   | 카라스텐구의 대장              |
| 06   | 월홍시장 / Lunar Rainbow Market -누구의 것도 아닌 밤하늘       | 중보스 | 쿠다마키 츠카사     | 귓가에 속삭이는 사악한 흰 여우 |
| 06   | 월홍시장 / Lunar Rainbow Market -누구의 것도 아닌 밤하늘       | 보스   | 텐큐 치마타         | 무주물의 신                    |
| EX   | 종말로의 채굴 / Apocalyptic Mining -홍룡동                     | 중보스 | 쿠다마키 츠카사     | 귓가에 속삭이는 사악한 흰 여우 |
| EX   | 종말로의 채굴 / Apocalyptic Mining -홍룡동                     | 보스   | 히메무시 모모요     | 검은 드래곤 이터               |

## 곡 목록
| 번호 | 제목                                                 | 원제목                                              | 테마        |
| ---- | ---------------------------------------------------- | --------------------------------------------------- | ----------- |
| 01   | 무지개가 내걸린 환상향                               | 虹の架かる幻想郷                                    | 타이틀      |
| 02   | 요괴들의 소나기                                      | 妖異達の通り雨                                      | 1면 필드    |
| 03   | 대길 키튼                                            | 大吉キトゥン                                        | 1면 보스전  |
| 04   | 심록에 숨겨진 절벽                                   | 深緑に隠された断崖                                  | 2면 필드    |
| 05   | 밴디트리 테크놀러지                                  | バンデットリィテクノロジー                          | 2면 보스전  |
| 06   | 망아지풀이 피는 퍼페추얼 스노우                      | 駒草咲くパーペチュアルスノー                        | 3면 필드    |
| 07   | 스모킹 드래곤                                        | スモーキングドラゴン                                | 3면 보스전  |
| 08   | 스러져가는 산업유구                                  | 廃れゆく産業遺構                                    | 4면 필드    |
| 09   | 신대 광석 〜 소녀밀실                                | 神代鉱石                                            | 4면 보스전  |
| 10   | 애타게 기다리던 황혼녘                               | 待ちわびた逢魔が時                                  | 5면 필드    |
| 11   | 별이 내리는 천마의 산                                | 星降る天魔の山                                      | 5면 보스전  |
| 12   | 루나 레인보우                                        | ルナレインボー                                      | 6면 필드    |
| 13   | 그 활기찬 시장은 지금 어디에 ~ Immemorial Marketeers | あの賑やかな市場は今どこに ～ Immemorial Marketeers | 6면 보스전  |
| 14   | 환상의 지하 거대 선로망                              | 幻想の地下大線路網                                  | EX면 필드   |
| 15   | 용왕을 죽이는 프린세스                               | 龍王殺しのプリンセス                                | EX면 보스전 |
| 16   | 폭풍 후의 일요일                                     | 嵐の後の日曜日                                      | 엔딩        |
| 17   | 무지갯빛 세계                                        | 虹色の世界                                          | 스탭롤      |

## 반응

### 스팀판에 대한 평가
2022년 1월 1일 기준, 스팀에서는 1,384개의 리뷰를 받았으며 압도적으로 긍정적이라는 평가를 받고 있다.

## 버그
- 본편 및 엑스트라 스테이지에서 초기 카드로 폭식의 지네를 장비한 리플레이는 카드 구입 구간 이후 공격력 계수가 초기화되어 반드시 리플레이가 어긋난다.
- 중간 보스의 회화가 존재하는 3면, 5면, 6면, 엑스트라 스테이지에서 중간 보스의 등장 직전에 피탄당했을 경우 사예회피의 약이 발동되지 않는다.

## 같이 보기
- 동방 프로젝트
- 상하이 앨리스 환악단